# Höörs Sommaropera
Höörs Sommaropera produceras av Höörs Musiksällskap varje sommar sedan 1997. Den ges på Kulturhuset Anders i Höör där barn och ungdomar får delta i en operauppsättning tillsammans med professionella sångare och musiker. Ibland sker gästspel på andra orter. Konstnärlig ledare var fram till hans död Viggo Edén. Tord Nihlén är projektledare och sedan 2015 även konstnärlig ledare.

## Historik
- 2022: Näktergalen
- 2021: Trettondagsafton
- 2019: Spöket på Canterville
- 2018: De sjungande löven
- 2017: Spegel, spegel
- 2016: H C Andersen – en saga
- 2015: Sol och skugga
- 2014: La Scuola
- 2013: Kung Mattias I
- 2012: Kung Mattias I
- 2011: Ofelias skuggteater
- 2010: Benjamin Brittens ”The little sweep” – ”Den lille sotarpojken”
- 2009: "En midsommarnattsdröm" spelas på Kulturhuset Anders 6-9 augusti
- 2008: "Caino e Abele" av Bernardo Pasquini och dels "Noas flod" av Benjamin Britten
- 2007: Dido and Aeneas
- 2006: Peer Gynt
- 2005: HC Andersen - en opera
- 2004: Sol och Skugga
- 2003: Sol och Skugga
- 2002: Extazy
- 2001: Peer Gynt
- 1999: Prins Hatt under jorden
- 1998: Den lille sotarpojken
- 1997: Bortbytingarna